# Abd-al-Mumin ibn Abd-Al·lah
Abd-al-Mumin ibn Abd-Al·lah (16 de gener de 1568- juliol de 1598) fou kan uzbek xibànida de Transoxiana i Balkh.
De la seva joventut se sap molt poca cosa; va participar en la campanya del seu pare el 1582/1583 fins al Ulu Tagh (Ulu Dagh) a l'estepa kazakha. El 1583 el seu pare, Abd Allah ibn Iskandar, va succeir jurídicament a l'avi incapacitat (però legalment gran kan) Iskandar en el tron i Abd al-Mumin fou designat hereu rebent el govern de Balkh (kalkhan) que va romandre sota el seu control fins a la seva mort.
En els primers anys va annexionar Badakhxan (vers 1585) i després va ajudar el seu pare a la companya del 1588-1589 contra Herat en què aquesta ciutat fou assetjada 11 mesos. Quan la ciutat fou conquerida el seu govern fou concedit a l'emir Kul Baba Kokaltash, el que va molestar a Abd al-Mumin que aspirava a rebre aquest govern. El 1589 Abd Allah el va enviar en campanya contra Abbas I el Gran al Gran Khorasan, regió que va conquerir en gran part en els següents anys; la campanya va acabar el 1591 amb els uzbeks dominant totes les ciutats principals de la regió (Mashad, Nixapur, Khwaf, Djam, Isfarain, Sabzawar i Qain. Un exèrcit de kizilbaixis enviat per Abbas I el 1591 fou refusat però el 1592 un segon exèrcit persa va aconseguir recuperar Isfarain, Sabzawar i Nixapur. Abd al-Mumin va recuperar Nixapur el 1594; els seus darrers actes a Khorasan foren en la campanya del 1595 quan va reconquerir Sabzawar uns quants dies, però ja no va assolir cap més fita.
Abd al-Mumin ambicionava el tron del pare i això va portar a conflictes amb aquest i amb els seus emirs. Als anys 1596, 1597 i 1598 hi va haver diversos incidents que van empitjorar les relacions entre pare i fill. Abd Allah II ibn Iskandar va morir el febrer del 1598 i Abd al-Mumin es va presentar a Samarcanda i va acceptar el poder. La seva primera decisió fou contra Kul Baba Kuteltash o Kukaltash, un venerat personatge de grans virtuts que havia estat fet presoner a Herat (on era governador) al que va trepitjar i arrossegar i després va carregar de cadenes. Tot seguit es va traslladar a Bukharà on també fou reconegut kan. Va governar sis mesos en els quals la violència política fou la norma; el seu cosí Hazara Sultan es va revoltar a Taixkent i va reclamar la successió, però l'intent fou reprimit de manera sagnant i brutal; el seu antic rival pel govern d'Herat, Kukaltash, fou executat junt amb els seus parents més propers. Després va anar a Akhsi per capturar a Uzbeg Sultan el fill del seu besoncle Rustem Sultan, que era governador feia algun temps; Uzbeg va resistir però va morir als pocs dies d'iniciar-se el setge. Abd-al.Mumin no amagava les seves intencions d'eliminar a tots els emirs del seu pare, i això va córrer entre aquestos que van planejar un complot per anticipar-se; l'emir kazakh Abulvasi va sentenciar: "Necessitem fets, no paraules"; es va triar a sorts als encarregats dels "fets". Al retornar Abd al-Mumin de Taixkent, i quan planejava una campanya contra el Gran Khorasan, fou assassinat per una pluja de fletxes en un pas prop del llogaret d'Ura Tepe, entre aquest i Zamin, probablement una nit del juliol de 1598. El seu cap fou tallat i no es va saber que era el kan fins l'endemà quan alguns membres de l'exèrcit d'escorta van reconèixer les robes del kan.
Encara que foren proclamats Abd al-Amin a Balkh i Pir Muhammad II a Bukharà, la pèrdua dels territoris occidentals davant Abbas I el Gran i els atacs kazakhs a l'est van aconsellar als emirs al cap d'uns quants mesos de portar al poder a una nova dinastia genguiskànida anomenada toghay-timúrida, djanida o astrakhànida.